# Zombie Zombie
Zombie Zombie est un groupe de musique électronique français. Il est formé en 2006 de la rencontre entre Étienne Jaumet, saxophoniste de The Married Monk, et Cosmic Néman le batteur d'Herman Düne.

## Biographie

### Influence du cinéma d'horreur
En 2006, alors qu'ils se côtoient régulièrement au studio Mains d'œuvres de Saint-Ouen, Étienne Jaumet, alors saxophoniste du groupe rock The Married Monk, et Cosmic Néman, qui assure la batterie pour le combo folk rock Herman Düne, décident de former le duo Zombie Zombie, un nom choisi en référence aux films d'horreur mais aussi au morceau de Fela Kuti. Ils publient dès la fin d'année un premier EP sur le petit label francilien Boomboomtchak, avant de rapidement signer sur Versatile, puis d'entamer une tournée au Royaume-Uni.
Un premier album ne tarde pas à suivre. A Land for Renegades sort en août 2008, accompagné des singles Driving this Road Until Death Sets You Free et Dog Walker. Néman y assure le chant en plus de la batterie, et Jaumet ajoute à son saxophone une panoplie de synthétiseurs (la plupart sont analogiques). Le résultat est une sorte de krautrock moderne, fait de boucles hypnotiques, sombres et psychédéliques et de rythmiques répétitives,. Fin 2009, ils sont invités par la Cité de la Musique de Paris à assurer un ciné-concert autour du Cuirassé Potemkine, et, satisfaits par l'expérience, ils la reproduisent dans différents lieux.
L'influence palpable du cinéma d'horreur dans la musique de Zombie Zombie trouve son aboutissement à la rentrée 2010 avec la sortie de l'EP Zombie Zombie Plays John Carpenter, produit par Joakim. Déjà célébré dans le clip de Driving this Road Until Death Sets You Free, qui parodiait The Thing avec des figurines jouets, le réalisateur américain reçoit ici un hommage plus appuyé encore, avec les reprises de thèmes empruntés à ses films New York 1997, Los Angeles 2013, Assaut, Halloween et à nouveau The Thing. La tournée qui accompagne la sortie du disque voit son point d'orgue en mai 2011 à la Fondation Cartier, où le groupe joue en compagnie d'Alan Howarth, à l’origine de la majorité des bandes originales des films de Carpenter. Ce n'est pas la première fois que le duo s'associe à un artiste qu'il apprécie pour un concert : en septembre 2010 déjà, ils avaient partagé la scène avec le saxophoniste jazz Sonny Simmons dans le cadre du festival Jazz à la Villette au Cabaret Sauvage.

### Nouvelles inspirations
Pris en parallèle par leurs projets respectifs, Néman et Jaumet ne peuvent se consacrer entièrement à Zombie Zombie et, mis à part quelques concerts et un single sorti sur le label d'un de leurs bars fétiches,, ils ne refont réellement parler d'eux qu'en octobre 2012, avec la sortie de Rituels d'un nouveau monde. Ce deuxième LP, toujours produit par Joakim, s'inscrit dans le mouvement psychédélique français issu des années 1970, tout en s'ouvrant aux sonorités sud-américaines. Il introduit des instruments tels que le berimbau, la cuica ou le pandero, ramenés d'une tournée au Brésil et en Argentine, et joués ici par le percussionniste brésilien Francisco « Flóp » López (sur les albums solos duquel Jaumet collabore depuis 1998).
Le nom de l'album illustre ces nouvelles orientations : sa poésie imagée renvoie aux Messe pour le temps présent de Pierre Henry et autres Un rêve sans conséquence spéciale d'Heldon, tout en faisant une référence directe au Nouveau Monde, à la fois géographique et musical, que constitue le continent américain. L'album est d'abord accompagné de l'EP Rocket Number 9, dont le morceau éponyme reprend un titre du jazzman Sun Ra et sera ouvertement calqué par Lady Gaga dans sa chanson Venus. Quelques mois plus tard suit Illuminations, pour lequel un clip est réalisé. Tourné dans le 18e arrondissement de Paris par Antoine Ferrando, il s'éloigne de l'imagerie habituellement associée au groupe, et préfère jouer sur le thème de la sapologie. Sur scène, le duo s'adjoint les services d'un deuxième batteur posté face à Néman, Docteur Lori Schönberg, déjà membre des groupes The Berg Sans Nipple et Antilles, et collaborateur de longue date d'Herman Düne,.
En 2013, toujours poussés vers les expériences nouvelles, Néman et Jaumet signent la bande originale du film franco-algérien Loubia Hamra,, puis créent leur propre big band Lune Argent Ensemble, à l'occasion d'un concert en mai à la Cité de la Musique dans le cadre du festival Villette sonique. Ils s'y produisent accompagnés de leurs amis Turzi et David-Ivar d'Herman Düne (guitares), Emmanuelle Parrenin (chant et vielle à roue), Joakim (synthétiseurs), Louis Laurain et Pierre Borel (cuivres), et Vincent Mougel (basse) en plus de Flóp et Docteur Schönberg. Le Louvre fait appel à Zombie Zombie pour un nouveau ciné-concert en mai 2014, cette fois à partir de courts-métrages documentaires de Jean Painlevé, et comme en 2009 pour Le Cuirassé Potemkine, le groupe décide de le rejouer dans plusieurs autres endroits.
En janvier 2022, le groupe annonce un nouvel album Vae Vobis à leur nouveau label Born Bad Records.

## Influences
Si la première partie de carrière de Zombie Zombie s'inscrit sous le signe du cinéma d'horreur, et plus particulièrement ceux de George A. Romero, Dario Argento et John Carpenter,, le duo a tôt fait d'élargir ses horizons sonores. Grands amateurs de vinyles, Néman et Jaumet sont à la recherche permanente de sons nouveaux et inattendus. Parmi ses références, Jaumet cite par exemple le compositeur avant-gardiste Igor Wakhévitch (Hathor), les expérimentations électroniques du producteur Craig Leon (Visiting) et du multi-instrumentiste Harald Grosskopf (Synthesist), ou bien les groupes de rock expérimental Swans (The Seer) et Orchestra of Spheres (Nonagonic Now). Neman y ajoute le free jazz, les pionniers français de la musique électronique que sont Richard Pinhas, Pierre Henry et les groupes de rock progressif Lard Free et Alpes, mais aussi le label de musiques du monde Mississippi Records. Les deux citent encore les big bands comme ceux de Fela Kuti et Sun Ra ou l'Art Ensemble of Chicago, les précurseurs electro A Number of Names et, plus récemment, leurs amis Turzi, Joakim, la scène française articulée autour du label Pan European Recording (notamment Poni Hoax et Koudlam), ou dans une veine plus techno Discodeine et Chloé,.
C'est Philippe Druillet, fondateur du mensuel Métal hurlant, qui a dessiné la pochette de Livity et Vae Vobis, leurs deux derniers albums.

## Discographie

### Albums studio
- 2008 : A Land for Renegades (Versatile)
- 2012 : Rituels d’un nouveau monde (Versatile)
- 2017 : Livity (Versatile)
- 2022 : Vae Vobis (Born Bad Records)

### EP et singles
- 2006 : Zombie-Zombie EP (Boomboomtchak)
- 2007 : Driving this Road Until Death Sets You Free (Versatile)
- 2008 : Dog Walker (Versatile)
- 2010 : Zombie Zombie Plays John Carpenter (Versatile)
- 2011 : Nothing to Say / Dream Baby Dream (Pop In)
- 2012 : The Beach / Illuminations Rmx (Versatile)
- 2012 : Rocket Number 9 EP (Versatile)
- 2013 : Illuminations EP (Versatile)
- 2016 : Slow Futur (Versatile)

### Bandes originales
- 2014 : Loubia Hamra de Narimane Mari
- 2016 : Irréprochable de Sébastien Marnier
- 2019 : L'Heure de la sortie de Sébastien Marnier